# Улицы Айгена (Ботроп)
Улицы Айгена (нем. Die Straßen Eigens) — 99 улиц административного района Айген города Ботроп (Северный Рейн-Вестфалия, Германия).

## Группы названий
Названия улиц делятся на определённые группы, связанные с историй, искусством, культурой, природой или географией.

### Эпос о Нибелунгах
Группа улиц, связанных с народным эпосом о Нибеленгах. Эти улицы относятся к компактному спальному жилому массиву на западе Айгена. В названиях этих улиц запечатлены важные действующие лица эпоса: королевич-герой Зигфрид (улица Зигфрида, Зигфрид-штрассе, Siegfriedstraße), королева Брюнхильда (дорога Брунхильды, Брунхильден-вег, Brunhildenweg), коварный богатырь  Хаген (улица Хагена, Ханег-штрассе, Hagenstraße), красавица королева Кримхильда, жена Зигфрида (дорога Кримхильды, Кримхильден-вег, Kriemhildenweg) и др. Есть и непосредственно «Дорога Нибелунгов» (Нибелунген-вег, Nibelungenweg). С этим эпосом связаны названия восьми улиц Айгена.

### Композиторы и музыканты
В Айгене существует небольшой жилов массив: названия улиц которого связаны с именами композиторов и музыкантов. Этот «музыкальный угол» хранит память о Бахе (улица Баха, Бах-штрассе, Bachstraße), Бетховена (улица Бетховена, Бетхофен-штрассе, Beethovenstraße), Моцарте (улица Моцарта, Моцарт-штрассе, Mozartstraße),

## Алфавитный список улиц

### А
- Aegidistraße — улица Эгидия (Эгиди-штрассе). Названа в честь христианского святого, покровителя калек, отшельника, жившего в Провансе и Септимании.
- Agathastraße
- Ahornweg
- Althansstraße
- Am Kirchschemmsbach
- Am Limberg
- Am Scheidgensbach
- Am Schlangenholt
- Am Sellbrocksberg
- Am Trappenhof
- Am Venn
- Am Vöingholz
- Am Weckelsberg
- An Liebfrauen
- Andreas-Hofer-Straße
- Arminiusstraße
- August-Schmidt-Weg

### B
- Bachstraße — улица Баха (Бах-штрассе). Названа в честь немецкого композитора Иоганна Себастьяна Баха.
- Bannizastraße
- Barbarastraße
- Baurstraße
- Beethovenstraße
- Beyrichstraße
- Bodelschwinghstraße
- Bögelsheide
- Börenstraße
- Brömerstraße
- Brünerstraße
- Brunhildenweg
- Buchenstraße
- Bügelstraße

### C
- Christian-Fabian-Straße — улица Христиана Фабиана (Христиан-Фабиан-штрассе). Названа в честь джазового музыканта-басиста, музыканта и композитора.
- Cleffstraße

### E
- Ernst-Ender-Straße
- Ernst-Moritz-Arndt-Straße

### F
- Fischedickstraße
- Fuchsstraße

### G
- Gernotstraße
- Gladbacher Straße
- Gräffstraße

### H
- Hagenstraße
- Heinrich-Theißen-Straße
- Herzogstraße
- Hiberniastraße
- Holtfortstraße
- Husemannstraße

### I
- Im Tauschlag
- Imbuschstraße
- In den Weywiesen
- In der Littersheide
- Industriestraße

### J
- Josef-Albers-Straße

### K
- Kirchhellener Straße
- Körnerstraße
- Kriemhildenweg
- Krümmerstraße

### L
- Liebrechtstraße
- Liesenfeldstraße
- Lindhorststraße
- Lossenstraße

### M
- Maybachweg
- Middeweg
- Mozartstraße

### N
- Nesselstraße — улица Крапивы (Крапивная). Названа по растению рода цветковых, семейства Крапивных (Urticaceae).
- Nibelungenweg
- Nikolaus-Groß-Straße
- Nordring

### O
- Oberhausener Straße

### R
- Rheinbabenstraße
- Rippelbeckstraße
- Rochusstraße
- Rolandstraße
- Rübenkamp

### S
- Sarterstraße
- Schantzstraße
- Scharfstraße
- Scharnhölzstraße
- Schillstraße
- Schubertstraße
- Schumannstraße
- Schwarwiese
- Siegfriedstraße
- Steinbrinkstraße
- Stenkhoffstraße
- Sydowstraße

### T
- Taeglichsbeckstraße
- Tannenstraße
- Tourcoingstraße — улица Туркуэна (Туркуэн-штрассе). Улица названа в честь французского города Туркуэн, первого города-побратима Ботропа (с 1967 года).
- Trappenstraße

### V
- Veenstraße
- Velsenstraße
- Vienkenstraße

### W
- Wagenfeldstraße
- Werkstraße
- Wildenhoff
- Wilhelm-Tell-Straße
- Winkelsheide
- Wittekindstraße
- Wörkamp